# Condado de Stanly
El condado de Stanly (en inglés: Stanly County, North Carolina), fundado en 1841, es uno de los 100 condados del estado estadounidense de Carolina del Norte. En el año 2000 tenía una población de 58 100 habitantes con una densidad poblacional de 57 personas por km². La sede del condado es Albemarle.

## Geografía
Según la Oficina del Censo, el condado tiene un área total de 1046 km² (403,9 mi²), de la cual 1023 km² (395 mi²) es tierra y 23 km² (8,9 mi²) es agua.

### Municipios
El condado se divide en diez municipios: Municipio de Almond, Municipio de Big Lick, Municipio de Center, Municipio de Endy, Municipio de Furr, Municipio de Harris, Municipio de North Albemarle, Municipio de Ridenhour, Municipio de South Albemarle y Municipio de Tyson.

### Condados adyacentes
- Condado de Rowan norte
- Condado de Davidson noreste
- Condado de Montgomery este
- Condado de Anson sursureste
- Condado de Union sursudoeste
- Condado de Cabarrus oeste

## Demografía
En el 2000 la renta per cápita promedia del condado era de $36 898, y el ingreso promedio para una familia era de $43 956. El ingreso per cápita para el condado era de $17 825. En 2000 los hombres tenían un ingreso per cápita de $31 444 contra $21 585 para las mujeres. Alrededor del 10,70% de la población estaba bajo el umbral de pobreza nacional.

## Lugares

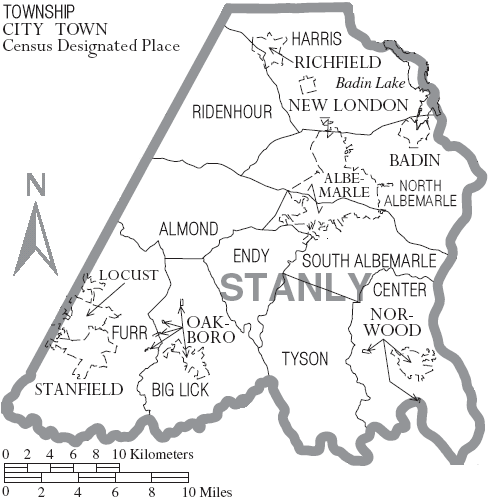
Mapa del Condado de Stanly en Carolina del Norte con sus municipios

### Ciudades y pueblos
- Albemarle
- Badin
- Locust
- New London
- Norwood
- Oakboro
- Richfield
- Stanfield
- Misenheimer
- Red Cross

### Áreas no incorporadas
- Aquadale
- Big Lick
- Cottonville
- Endy
- Finger
- Frog Pond
- Millingport
- Palestine
- Palmerville
- Plyler
- Porter
- Tuckertown
- Lambert